# Gizzeria
Gizzeria là một đô thị thuộc tỉnh Catanzaro trong vùng Calabria của nước Ý. Đô thị này có diện tích 35,9 km2, dân số là 3832 người.. 
Đô thị này nằm trên đồi nhìn ra vịnh Sant'Euphemia.
Gizzeria có bờ biển dài 8 km. Trung tâm thị xã có độ cao 625 mét trên mặt nước biển. Gizzeria có biên giới với các đô thị Falerna, Nocera Torinese, Lamezia Terme và biển Tyrrhenia.
Trung tâm thị xã casch sân bay quốc tế Lamezia Terme 5 phút đi ô tô.
Gizzeria các tỉnh lỵ Catanzaro 60 km.
Bản mẫu:Arbëreshë villages and towns